# Patinage de vitesse aux Jeux olympiques de 1968
Pour des articles plus généraux, voir Patinage de vitesse aux Jeux olympiques et Jeux olympiques d'hiver de 1968.
Navigation
Innsbruck 1964 Sapporo 1972
Les épreuves de patinage de vitesse aux Jeux olympiques de 1968.

## Podiums

### Hommes
| Épreuves | Médaille d'or    | Médaille d'argent                 | Médaille de bronze |
| -------- | ---------------- | --------------------------------- | ------------------ |
| 500 m    | Erhard Keller    | Richard McDermott Magne Thomassen |                    |
| 1 500 m  | Cornelis Verkerk | Ivar Eriksen Ard Schenk           |                    |
| 5 000 m  | Fred Anton Maier | Cornelis Verkerk                  | Petrus Nottet      |
| 10 000 m | Johnny Höglin    | Fred Anton Maier                  | Örjan Sandler      |

### Femmes
| Épreuves | Médaille d'or     | Médaille d'argent                      | Médaille de bronze |
| -------- | ----------------- | -------------------------------------- | ------------------ |
| 500 m    | Lyudmila Titova   | Jennifer Fish Dianne Holum Mary Meyers |                    |
| 1 000 m  | Carolina Geijssen | Lyudmila Titova                        | Dianne Holum       |
| 1 500 m  | Kaija Mustonen    | Carolina Geijssen                      | Christina Kaiser   |
| 3 000 m  | Johanna Schut     | Kaija Mustonen                         | Christina Kaiser   |